# San Perlita, Texas
San Perlita là một thành phố thuộc quận Willacy, tiểu bang Texas, Hoa Kỳ. Năm 2010, dân số của xã này là 573 người.

## Dân số
- Dân số năm 2000: 680 người.
- Dân số năm 2010: 573 người.